# Bradford, Belsay
Bradford är en ort i civil parish Belsay, i grevskapet Northumberland i England. Orten är belägen 17 km från Corbridge. Bradford var en civil parish 1866–1955 när det uppgick i Belsay. Civil parish hade 17 invånare år 1951.